# Ишин, Иван Егорович
Иван Егорович Ишин (около 1875, с. Калугино, Кирсановского уезда, Тамбовская губерния — 1921, Москва) — один из руководителей восстания в Тамбовской губернии 1920—1921 годов.

## Биография
Родился 4 июня (23 мая) 1875 года в селе Калугино Кирсановского уезда Тамбовской губернии в семье крестьянина Егора Ишина. Иван окончил местную земскую начальную школу. В 1905 году он вступил в Партию социалистов-революционеров, а с 1907 по 1909 год — являлся активистом кирсановской эсеровской организации. В этот период Ишин поддерживал связь с Поволжским союзом «независимых» социалистов-революционеров, являлся участником «боевых акций» организации и неоднократно арестовывался за «революционную деятельность».
В 1917 году, после Февральской революции, Иван Ишин стал председателем Курдюковского (Кордюковского) волостного земства Кирсановского уезда родной губернии. Затем, после Октябрьской революции, в 1918 году он занял пост председателя и казначея Калугинского общества потребителей — на данной должности он «подвергался преследованиям» со стороны Советских властей региона. С 1919 по 1920 год Ишин был членом «боевой дружины» Александра Антонова, а с осени 1920 по летом 1921 — членом губернского комитета Союза трудового крестьянства (СТК). Современными исследователями считается главным «идеологом» («организатором-агитатором») крестьянского восстания. 
В августе 1920 года в село Калугино, со стороны села Землянское, явился вооружённый отряд из сил Антонова. Иван Ишин обратился к собравшемуся народу, который выдал ему местных коммунистов:
– Ну что, мужики, как Советская власть? Говорят, расстреливает и отбирает нажитое.

– Есть такое! – послышалось из толпы.

– Я вам говорил, что не надо всё вокруг разваливать.

– А мы и не разваливали.

– А я вот слышал, что лавки и магазины не работают. Девок насилуют. Это кто такое творит?

– Они! – заорала толпа.

– Так давайте их сюда, поговорим с ними, как они докатились до того, что грабят свой народ.
В последних числах июня 1921 года, в результате длительной операции ВЧК был вывезен в Москву на якобы «всероссийский повстанческий съезд», подготовленный органами ВЧК.  Был арестован и расстрелян 8 июля 1921 года. Перед расстрелом дал показания, что в ноябре 1920 года он имел сведения о том, что лидер эсеров Виктор Чернов одобрил восстание в Тамбовской губернии.

## Семья
Жена: Софья Васильевна Ишина (Палатова)
Дети: Вениамин (1914 г.р.), Евгения (1913 г.р.), имя 3-го ребёнка неизвестно.
В настоящее время (2008) ближайшие родственники - Ишин Александр Михайлович, Ишин Денис Александрович, Ишин Александр Денисович

## В кинематографе
- в фильме «Одиночество» (1964), роль Ишина исполнил Иван Рыжов.
- в фильме «Жила-была одна баба» (2011), в роли Ишина — рок-музыкант Юрий Шевчук.